# Granducato di Würzburg
Il Granducato di Würzburg fu uno Stato della Confederazione del Reno, esistente dal 1805 al 1814.

## Storia
Dopo il Trattato di Lunéville e la pace che ne derivò il Principato vescovile di Würzburg venne soppresso e i suoi territori vennero secolarizzati nel 1803, annettendoli alla Baviera, ad eccezione di circa 826 km² che vennero suddivisi come ricompensa tra altri principi circostanti. La Baviera, però, nel 1805 rinunciò a Würzburg in cambio del Tirolo presso Napoleone, il quale acconsentì e concesse all'ex granduca Ferdinando III di Toscana (formale reggente anche del Tirolo), che aveva anche rinunciato al Granducato elettorale di Salisburgo già principato arcivescovile ceduto all'Austria, di ottenere in ricompensa il Granducato elettorale di Würzburg.
Il 30 settembre 1806, persa la dignità elettorale con la fine del Sacro Romano Impero, Ferdinando aderì alla Confederazione del Reno. Con la dissoluzione della medesima confederazione, nel 1814, ebbe fine anche l'esistenza del Granducato di Würzburg. Per risoluzione del Congresso di Vienna, Ferdinando perse i territori concessigli da Napoleone, ma riottenne il Granducato di Toscana, suo Stato ereditario; Würzburg tornò così in gran parte alla Baviera.